# Canzone viola/Fiorentina
Canzone viola/Fiorentina è un 45 giri di Narciso Parigi.

## Canzone viola
La Canzone viola (conosciuta anche come O Fiorentina o Inno viola) è una canzone del 22 novembre 1931, il cui testo originale va ascritto ad Enzo Marcacci, su una composizione musicale del maestro Marco Vinicio; la canzone fu pubblicata per la prima volta dall'editore Marcello Manni che ne divenne proprietario dei diritti.
I primi tifosi della Fiorentina, riuniti nell' "ordine del Marzocco", una sorta di viola club ante-litteram, fecero stampare un volantino con il testo di questa canzone, distribuendolo al pubblico dello stadio in Via Bellini, per farlo cantare a tutti i tifosi. Divenne così, dal 1931, l'inno della Fiorentina.
La canzone venne incisa da Narciso Parigi nel 1959 e di nuovo nel 1965; quest'ultima versione sostituì l'edizione originale come inno della Fiorentina. Successivamente lo stesso Narciso Parigi acquisì la titolarità dei diritti.
Curiosamente il coro che accompagna l'inno nella sua versione originale è cantato da giocatori dell'Inter (fra i quali il tifoso viola Pandolfini), raccolti da Narciso Parigi al momento dell'incisione avvenuta in uno studio di Milano.

## Fiorentina
Sul lato B del vinile si trova un'altra canzone dedicata alla squadra viola, Fiorentina (nella ristampa del 1965 intitolata invece "Alé alé Fiorentina") di Alfonso Corsini, Mario Gallerini e Giobatta Dolcino.